# Пљеваљски партизански одред
Пљеваљски народноослободилачки партизански (НОП) одред  је био партизанска јединица у саставу Народноослободилачке војске и партизанских одреда Југославије током Другог светског рата у Црној Гори.

## Историјат
Формиран је 20. фебруара 1942. од 1. и 2. пљеваљског ударног батаљона, Прећанског, Косаничког и Матарушког територијално-позадинског партизанског батаљона, Мељачке, Бобовске и Потпећке партизанске чете, који су до тада били под командом Штаба Црногорско-санџачког НОП одреда. У марту су реорганизоване позадинске јединице и 1. априла 1942. Одред је имао четири ударна и позадински батаљон и две позадинске чете, укупно око 1200 бораца. Био је под командом Главног штаба за Санџак и дејствовао на територији пљеваљског и бијелопољског среза. У марту и априлу успешно је бранио слободну територију од јачих италијанских и четничких снага. У мају је одолевао нападима четника у рејону Мојковца и Камене горе, Италијана, четника и муслиманске усташке милиције у Санџаку, на правцима Пљевља—Жабљак и Пљевља Чајниче. Крајем маја и почетком јуна водио је борбе против четника на планини Љубишњи, одакле се повукао на Шћепан-Поље, где је 5. јуна 1942. главнина Одреда ушла у састав 3. пролетерске (санџачке) бригаде, као њен 2. и 5. батаљон. Крајем септембра 1943. Одред је поновно обновљен. У октобру и новембру 1943. садејствовао је јединицама 2. пролетерске дивизије у борбама против Немаца у рејону Пријепоља и Прибоја, а затим у рејону Пљеваља. Од његових бораца попуњаване су 2. пролетерска бригада и 37. дивизија (1. децембра 1943. два његова батаљона ушла су у састав новоформиране 4. санџачке бригаде). Априла 1944. Одред је расформиран, а његово људство је ушло у састав 37. дивизије.